# (2293) Guernica
(2293) Guernica (1977 EH1) – planetoida z pasa głównego asteroid okrążająca Słońce w ciągu 5,54 lat w średniej odległości 3,13 au. Odkryta 13 marca 1977 roku.